# Versus World Tour (En vivo desde Arena Ciudad de México)
Versus World Tour (En Vivo Desde Arena Ciudad de México) es un álbum en directo de las cantantes  mexicanas Gloria Trevi y Alejandra Guzmán. Este es su cuarto y quinto álbum en vivo, respectivamente, el cual contiene 35 canciones.

## Proceso de grabación
Gloria Trevi y Alejandra Guzmán ofrecen una serie de conciertos en la Arena Ciudad de México el 22, 23 y 24 de junio de 2017, como parte de la gira Versus.

## Lista de canciones
| N.º | Título                                                                                     | Duración |  |
| 1.  | «Más buena» (Gloria Trevi y Alejandra Guzmán)                                              | 5:36     |  |
| 2.  | «Hey güera & La papa sin cátsup» (Gloria Trevi y Alejandra Guzmán)                         | 5:38     |  |
| 3.  | «Mala hierba» (Alejandra Guzmán)                                                           | 3:59     |  |
| 4.  | «Mírala, míralo» (Alejandra Guzmán)                                                        | 4:26     |  |
| 5.  | «Loca» (Alejandra Guzmán)                                                                  | 4:54     |  |
| 6.  | «Quítatelo» (Alejandra Guzmán)                                                             | 3:54     |  |
| 7.  | «Día de suerte» (Alejandra Guzmán)                                                         | 4:01     |  |
| 8.  | «Un grito en la noche/Lipstick Medley» (Alejandra Guzmán)                                  | 4:59     |  |
| 9.  | «Gloria» (Gloria Trevi)                                                                    | 4:06     |  |
| 10. | «Vestida de azúcar» (Gloria Trevi)                                                         | 3:29     |  |
| 11. | «Me rio de ti/Psicofonía/Pruébamelo/En medio de la tempestad Medley» (Gloria Trevi)        | 7:23     |  |
| 12. | «El favor de la soledad» (Gloria Trevi)                                                    | 4:45     |  |
| 13. | «Cinco minutos» (Gloria Trevi)                                                             | 2:36     |  |
| 14. | «Reina de corazones» (Alejandra Guzmán)                                                    | 4:28     |  |
| 15. | «Ángeles caídos/Rosas rojas/Volverte a amar Medley» (Alejandra Guzmán)                     | 7:10     |  |
| 16. | «Hacer el amor con otro» (Alejandra Guzmán)                                                | 6:21     |  |
| 17. | «Luz de luna/Verano peligroso/La plaga Medley» (Alejandra Guzmán)                          | 8:03     |  |
| 18. | «Intro Gloria» (Gloria Trevi)                                                              | 1:31     |  |
| 19. | «Pelo suelto» (Gloria Trevi)                                                               | 5:32     |  |
| 20. | «Tu ángel de la guarda» (Gloria Trevi)                                                     | 3:53     |  |
| 21. | «Agárrate/Zapatos viejos/A la madre/Chica embarazada/El último beso Medley» (Gloria Trevi) | 7:43     |  |
| 22. | «¿Qué voy a hacer sin él» (Gloria Trevi)                                                   |          |  |
| 23. | «Dr. Psiquiatra» (Gloria Trevi)                                                            | 4:22     |  |
| 24. | «Mi peor error» (Alejandra Guzmán)                                                         | 1:48     |  |
| 25. | «El recuento de los daños» (Gloria Trevi)                                                  | 2:19     |  |
| 26. | «Ten cuidado con el corazón» (Alejandra Guzmán)                                            | 2:23     |  |
| 27. | «No querías lastimarme» (Gloria Trevi)                                                     | 2:08     |  |
| 28. | «Llama por favor» (Alejandra Guzmán)                                                       | 2:42     |  |
| 29. | «Con los ojos cerrados» (Gloria Trevi)                                                     | 1:54     |  |
| 30. | «Yo te esperaba» (Alejandra Guzmán)                                                        | 4:09     |  |
| 31. | «Mañana» (Gloria Trevi)                                                                    | 4:39     |  |
| 32. | «Cuando un hombre te enamora» (Gloria Trevi y Alejandra Guzmán)                            | 4:54     |  |
| 33. | «Todos me miran» (Alejandra Guzmán)                                                        | 3:56     |  |
| 34. | «Eternamente bella» (Gloria Trevi)                                                         | 4:22     |  |
| 35. | «Satisfecha» (Gloria Trevi y Alejandra Guzmán)                                             | 5:36     |  |